# Polatlı
Polatlı es una ciudad y distrito turcos de Anatolia central de la provincia de Ankara (39°36′N 32°9′E / 39.600, 32.150). Tiene una población de 93.262 habitantes (2005).
En 1957, se encontraron cerca de la ciudad, en una colina funeraria, unos restos de madera, que recientemente (2004) un equipo de arqueólogos turcos y estadounidenses han recompuesto en lo que parece ser una mesa de madera, propiedad del rey Midas de Frigia, del siglo VII a. C.